# Lebiasina chucuriensis
Lebiasina chucuriensis är en fiskart som beskrevs av Ardila Rodríguez 2001. Lebiasina chucuriensis ingår i släktet Lebiasina och familjen Lebiasinidae. Inga underarter finns listade i Catalogue of Life.